# بوكيمون شوفل
بوكيمون شوفل (باليابانية: ポケとる) (نطق ياباني:Pokétoru) (بالإنجليزية: Pokémon Shuffle)‏، هي لعبة فيديو من تطوير ستوديو جينيوس سونوريتي، ومن نشر ذا بوكيمون كومباني اليابانية، صدرت في الأسواق اليابانية والعالمية سنة 2015، وتعمل لمنصة نينتندو 3دي إس والهواتف الذكية من المتجر الإلكتروني أندرويد وآي أو إس.

## المواقع الخارجية
- الموقع الرسمي